# Lamspringe
Lamspringe is een gemeente in de Duitse deelstaat Nedersaksen. Ze maakt deel uit van het Landkreis Hildesheim. De gemeente telde 5.743 inwoners op 31 december 2023.
Het aan vakwerkhuizen nog tamelijk rijke plaatsje, dat leeft van de landbouw, de dienstensector en enige kleine metaal- en verpakkingsindustrieën, is bekend vanwege een in de 9e eeuw gesticht en nog steeds bestaand klooster. Vanuit Bad Gandersheim leidt een 12 km lange beeldenroute (wandel- en fietspad met sculpturen e.d. erlangs over een voormalig spoorlijntje) noordwaarts naar Lamspringe.

## Klooster
Het klooster van de orde der zusters benedictinessen was in de Late middeleeuwen ook een bloeiend landbouwbedrijf. In 1568 werd het gedwongen omgezet in een protestants stift. Daarna had het complex vaak te lijden van oorlogen en plunderingen door onder andere bandeloze (ex-)soldaten. In 1643 werd het klooster weer katholiek nadat uit Engeland verdreven monniken er werden toegelaten. Deze bouwden in 1691 ook een grote nieuwe barokke kloosterkerk, die er nog altijd staat. Het klooster bleef tot 1803 een centrum voor opleiding van katholieke geestelijken in Groot-Brittannië. In 1803 werd het klooster opgeheven en aan een speciale overheidsinstantie, de Klosterkammer Hannover, in beheer gegeven.
De kloosterkerk is nog altijd in gebruik voor de rooms-katholieke eredienst. Jaarlijks is ze doel van een bedevaart ter ere van Oliver Plunkett. Van deze in de 17e eeuw als martelaar gestorven Engelse heilige bevindt zich een deel van diens stoffelijke resten in de kerk.
De andere gebouwen van het voormalige klooster zijn deels als kantoor, deels als cultureel centrum in gebruik, en met name in de maand september tijdens concerten, lezingen, exposities e.d. toegankelijk voor publiek. Rondom het klooster ligt een openbaar park met onder andere de Lamme-bron.
- Gemeinsame Normdatei: 4098974-4
- International Standard Name Identifier: 0000 0004 1789 7635
- Library of Congress Control Number: nr2004035703
- Nationale Bibliotheek van Tsjechië: ge449007
- Nationale Bibliotheek van Israël: 987007478039305171
- Virtual International Authority File: 127141518
- WorldCat: E39PBJkxP9cY7WC6fP8Q6GvvHC

Adenstedt ·
Alfeld (Leine) ·
Algermissen ·
Almstedt ·
Bad Salzdetfurth ·
Banteln ·
Betheln ·
Bockenem ·
Brüggen ·
Coppengrave ·
Despetal ·
Diekholzen ·
Duingen ·
Eberholzen ·
Eime ·
Elze ·
Everode ·
Freden (Leine) ·
Giesen ·
Gronau (Leine) ·
Harbarnsen ·
Harsum ·
Hildesheim ·
Holle ·
Hoyershausen ·
Lamspringe ·
Landwehr ·
Marienhagen ·
Neuhof ·
Nordstemmen ·
Rheden ·
Sarstedt ·
Schellerten ·
Sehlem ·
Sibbesse ·
Söhlde ·
Weenzen ·
Westfeld ·
Winzenburg ·
Woltershausen